# حشره‌خوار دو وینتون
 حشره‌خوار دو وینتون (نام علمی: Chodsigoa hypsibia) نام یک گونه از زیرخانواده حشره‌خوارهای دندان‌سرخ است.